# بيل باتريك (لاعب كريكت)
بيل باتريك (17 يونيو 1885 بكرايستشرش في نيوزيلندا - 14 أغسطس 1946) (بالإنجليزية: Bill Patrick)‏ هو لاعب كريكت نيوزلندي.

## وصلات خارجية
- بيل باتريك على موقع إي آس بي آن كريك إنفو (الإنجليزية)